# Tres Gorges

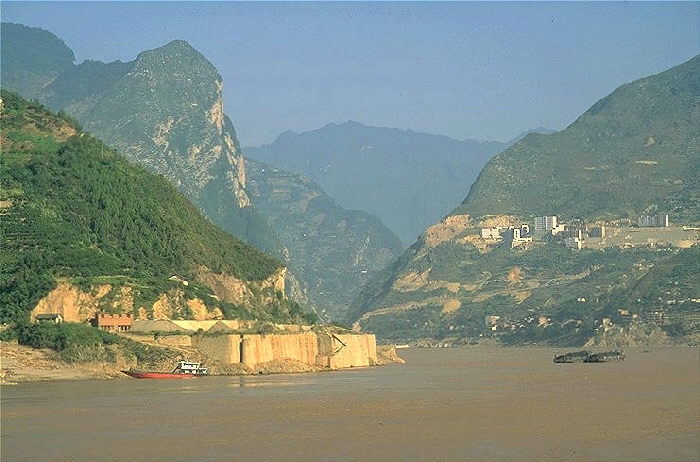
El Iang-Tsé a la regió de les Tres Gorges.

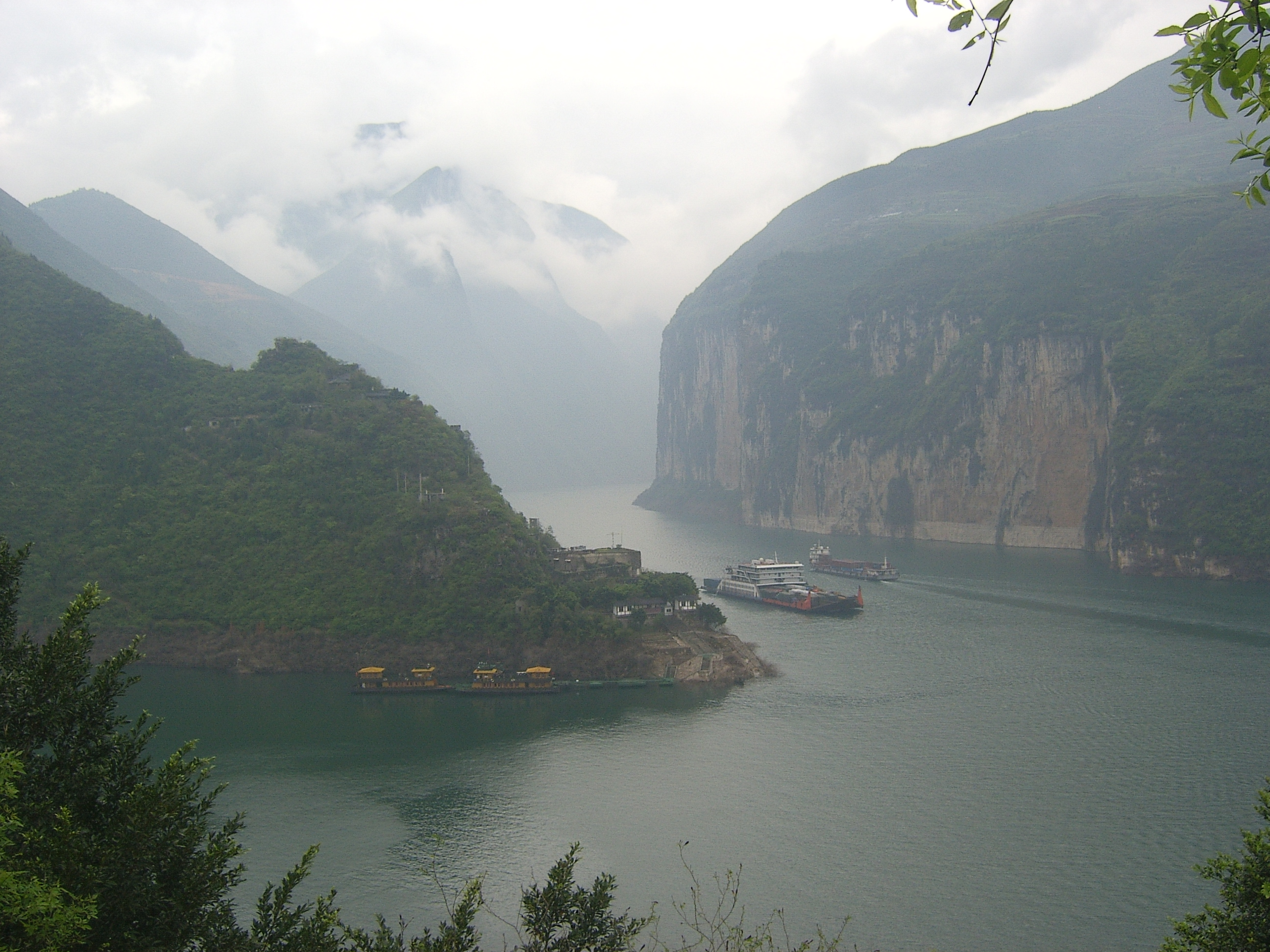
La Gorja de Qutang al llarg del riu Iang-Tsé.

Les Tres Gorges (en xinès: 三峽  escolteu-ho (?·pàg.)), o regió de les Gorges del Iang-Tsé és una zona pintoresca al llarg del riu Iang-Tsé (Chang Jiang) en la República Popular de la Xina, que està classificat com a zona pintoresca AAAAA (el nivell més alt) per l'Administració Nacional de Turisme de la Xina. Aquesta regió compta amb una longitud total de 193 km.

## Context
Les Tres Gorges abasten des de l'oest—ciutats riu amunt de Fengjie i Yichang a la municipalitat de Chongqing cap a l'est—aigües avall fins a la província de Hubei La regió de les Tres Gorges atreu l'atenció mundial a causa de la Presa de les Tres Gorges, que està canviant amb fermesa la cultura i el medi ambient del riu i de la regió de les Tres Gorges.
El riu Iang-Tsé (Chang Jiang)—la regió de les Tres Gorges té una longitud total d'aproximadament 200 km. Les Tres Gorges ocupen aproximadament 120 km dins d'aquesta regió. Encara que és principalment conegut pels seus paisatges, la regió de les Tres Gorges és també un lloc històric i cultural important a la Xina. Molts assentaments i zones arqueològics estan submergides des del naixement de la Presa de les Tres Gorges.

## Les Tres Gorges
| Gorja           | Xinès  | Longitud (km) | Abast                                   |
| --------------- | ------ | ------------- | --------------------------------------- |
| Gorja de Qutang | 瞿塘峡 | 8             | des de Baidicheng (Fengjie) a Daxi      |
| Gorja de Wu     | 巫峡   | 45            | des de Wushan a Guandukou (Badong)      |
| Gorja de Xiling | 西陵峡 | 66            | des de Zigui al pas de Nanjin (Yichang) |

La zona de les Tres Gorges són descrites a continuació:
Gorja de Qutang
La Gorja de Qutang (en xinès: 瞿塘峡) compta amb 8 km sent la primera i la més curta de les tres.
Aigües avall del llogaret de Baidicheng (en xinès: 白帝城) (zona de Fengjie) el riu Iang-Tsé flueix entre el Chijia el nord i el Baiyan (en xinès: 白盐山) al sud. Aquest punt se'n diu Kuimen (en xinès: 夔门) i arriba al Qutang. La gorja de Qutang forma 8 km de llarg i és la més petita de les tres gorges. El punt més ample només arriba als 150 m. Les muntanyes a banda i banda són fins a 1.200 m d'altitud. La gorja de Qutang es refereix sovint sota aquestes característiques excepcionals com la més bella de les tres gorges.
Les fortes corrents, calats amb bancs de sorra del riu pels canons ja foren descrites a l'era Song (960-1279) pel poeta Su Dongpo com a „mil oceans, flueixen en una tassa“.
A les parets verticals dels orificis estan hi ha la forma d'una „Z“ tallada, amb l'anomenada Escala de Meng-Liang (en xinès: 孟良梯). Això porta a una plataforma sobre els penya-segats de mitjana altura, on segons la llegenda, el General Song Yang Jiye va ser assassinat per traïdors.
Gorja de Wu
La gorja de Wu (en xinès: 巫峽) comença a la boca del riu Daning a la zona de Wushan i té una longitud de 44 km.

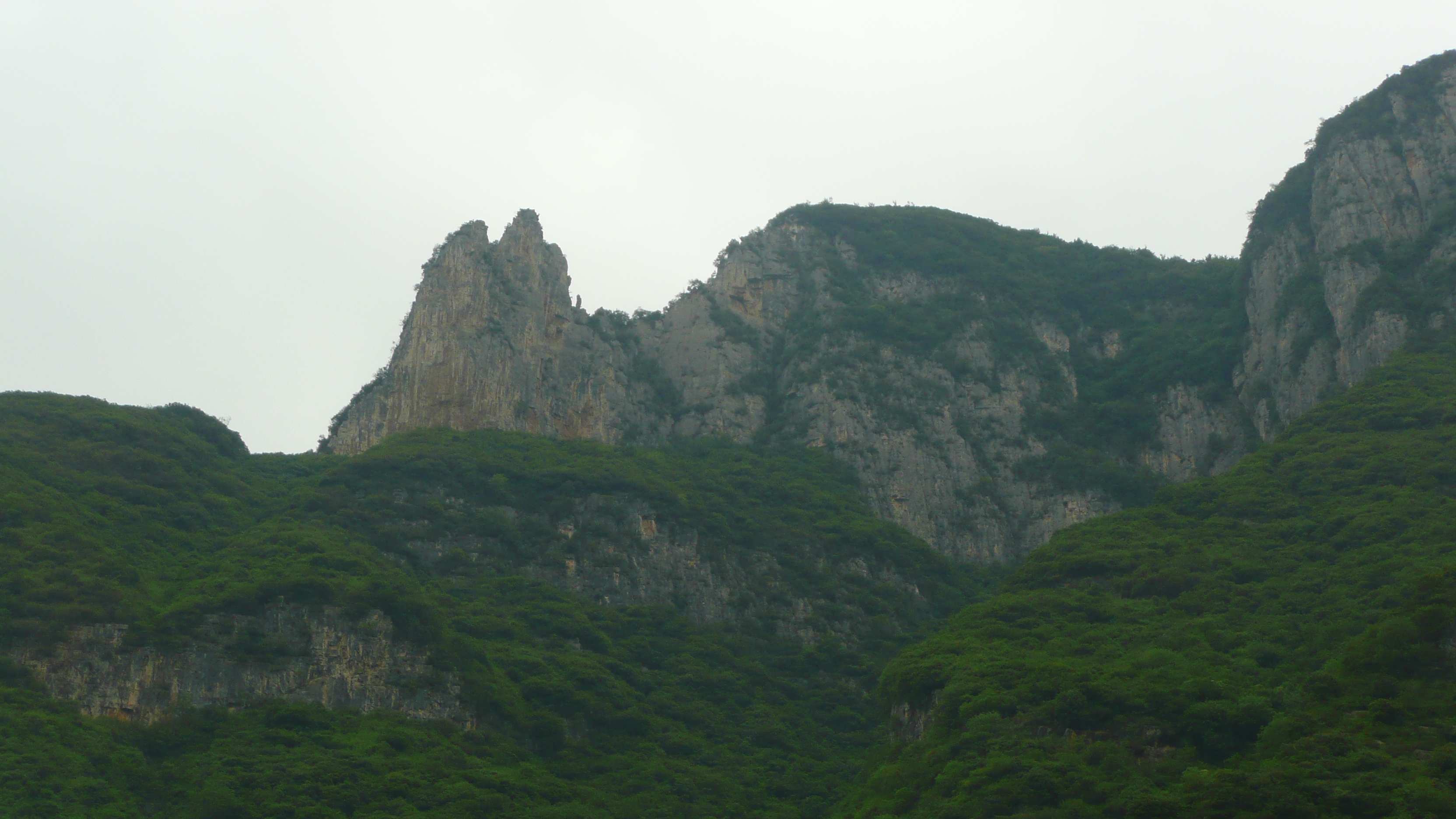
"Punta de la Deessa" en la gorja de Wu

Va entrar en el mitologia xinesa: Aquí se sotmet, segons la llegenda, la Deessa Yao Ji i les seves onze germanes d'un drac del riu, que foren congelades a les muntanyes, però van escollir sàviament per tal de guiar els vaixells amb seguretat aigües avall.
En el camí hi ha una inscripció en la roca que diu „els pics de Wuxias creixen més i més alt“, realitzada pels navegants en circulació durant l'època dels Tres Regnes (220–280 després de Crist), atribuït a Zhuge Liang.
Gorja de Xiling

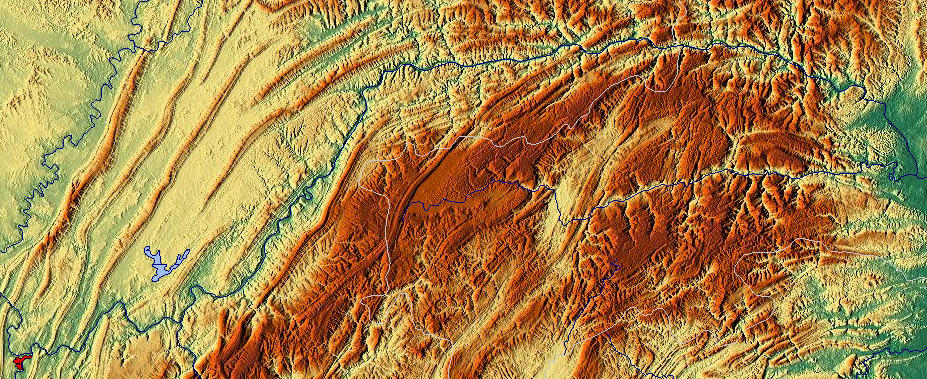
Mapa de les Tres Gorges

La gorja de Xiling (en xinès: 西陵峽) té una longitud de 66 km i és la més oriental de les gorges. Es troba entre Xiangxi a la zona de Zigui i Yichang. En el punt més estret té una amplada de 80 m.
Els viatgers procedents d'Occident, en aquest tram del riu, als voltants del segle xix, van informar de bancs de sorra que van sorgir com a barreres del riu, corrents perilloses i roques que amenacen, de manera que els vaixells de contrabandistes havien de mantenir-se amb canyes de bambú ferrats. Avui en dia, el pas s'ha reestructurat d'acord amb el tràfic marítim per fer-lo transitable i amb seguretat.

## Presa de les Tres Gorges

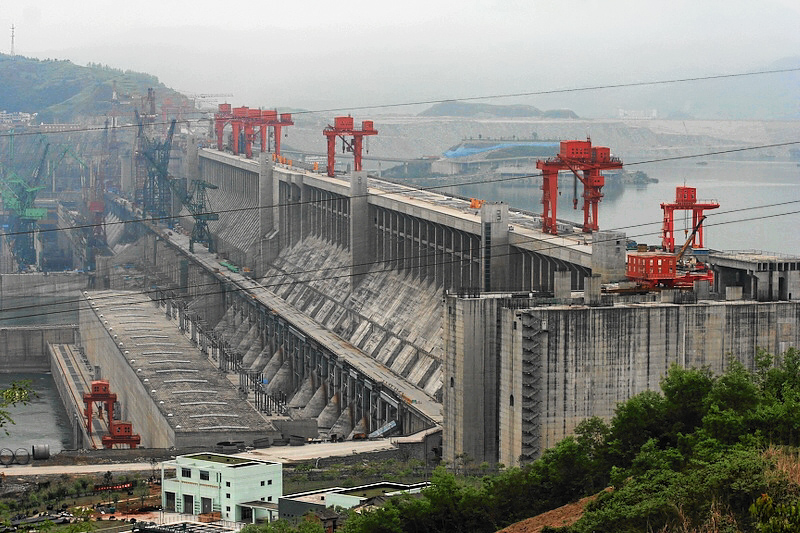
Presa de les Tres Gorges

La presa de les Tres Gorges es va construir en un lloc anomenat Sāndòupíng al ben mig de la gorja de Xiling. L'embassament es va completar en l'estiu de 2006, i el nivell de l'aigua va arribar ràpidament el nivell màxim de 110m per sobre del riu aigües avall. El projecte es va completar a finals de 2008, i l'elevador de vaixells, que salva un desnivell de 113 metres i pot elevar vaixells de fins a 3.000 tones en 40 minuts, es va posar en funcionament en setembre de 2016.
La presa i la regió de les Tres Gorges han tingut un enorme impacte sobre l'ecologia i la gent de la regió, que implica la reubicació massiva de ciutats i pobles. El nivell d'aigua superior ha canviat el paisatge de les Tres Gorges, de manera que el riu és més ample i les muntanyes semblen més baixes. No obstant això, les muntanyes encara s'eleven per sobre del riu, i les gorges segueixen oferint espectaculars vistes dels penya-segats circumdants.
Les empreses de riverboats que operen a les Tres Gorges estan experimentant un auge en la demanda de creuers pel riu. L'augment de l'amplada i la profunditat del riu permet vaixells més grans passar a través dels congostos, i s'ha produït un augment significatiu del trànsit fluvial de tota mena, incloent barcasses de càrrega de contenidors i a granel.

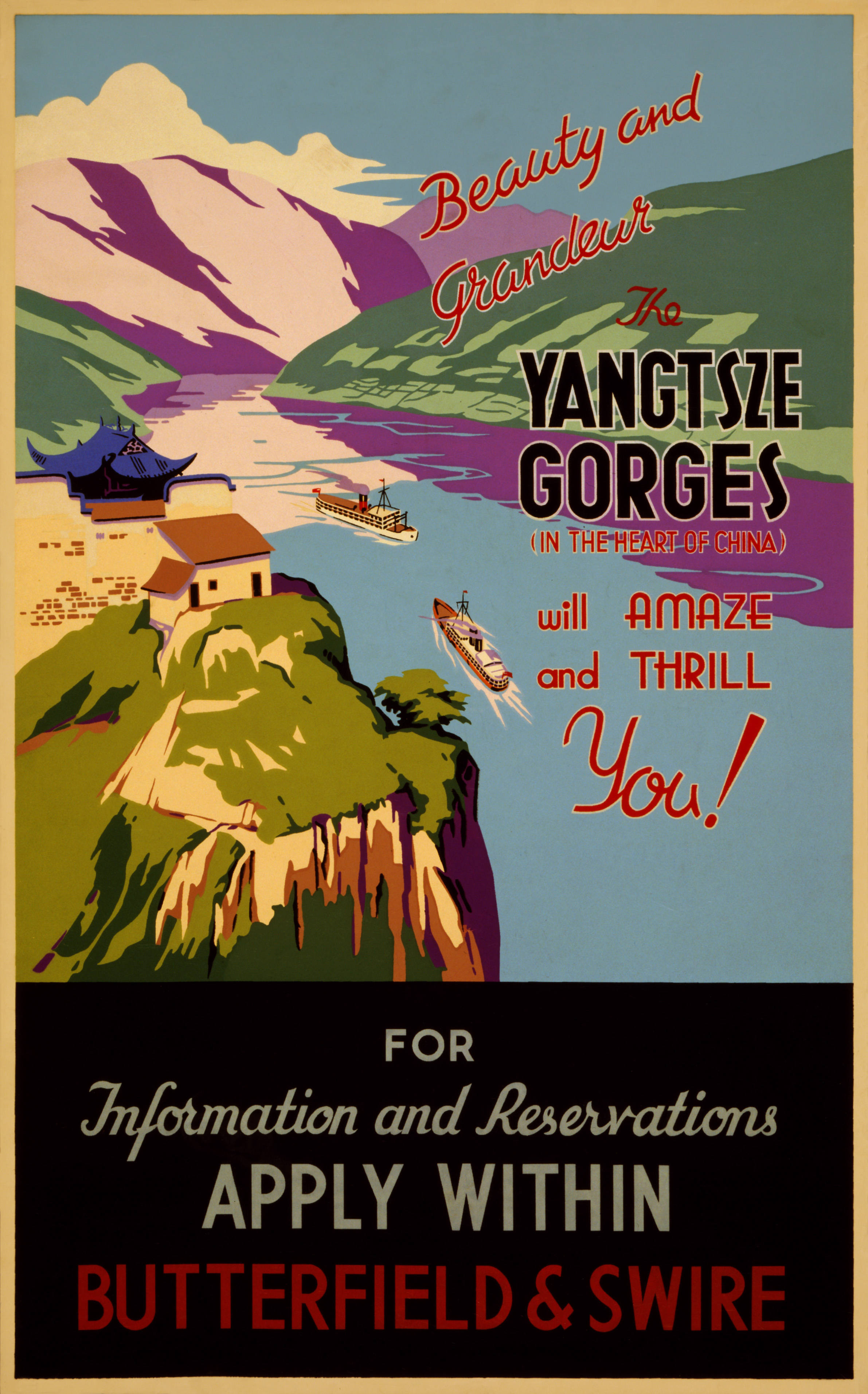
Cartell del viatge de la Regió Tres Gorges (prop de 1930).